# North Laurel
North Laurel – jednostka osadnicza w Stanach Zjednoczonych, w stanie Maryland, w hrabstwie Howard.